# 小原好美
小原 好美（こはら このみ、1992年6月28日 - ）は、日本の声優、女優。神奈川県出身。大沢事務所所属。
代表作は『魔法陣グルグル』（ククリ）、『かぐや様は告らせたい〜天才たちの恋愛頭脳戦〜』（藤原千花）、『スター☆トゥインクルプリキュア』（羽衣ララ / キュアミルキー）、『あそびあそばせ』（野村香純）、『まちカドまぞく』（吉田優子 / シャミ子）、『月がきれい』（水野茜）など。

## 経歴
小学2年生の時の学芸会で『スイミー』を演じたことがきっかけで子供ながらに演じることの楽しさを知り、そこから芝居に興味を持つようになる。当時は声優や俳優という仕事について深く理解していなかったが、休み時間や放課後になると友達と一緒にお芝居ごっこをしており、とにかく演じることが楽しかったという。
小学校3年生の三者面談の時に「お芝居をやりたい！」と先生や母親に伝えたところ、「お芝居をするなら声優さんの方が良いんじゃない？」と言われたことが転機となる。どちらかといえば目立つタイプで、声が通り、聞いていて心地良かったことから言われたという。先生や母親にそう言われて、放送委員に入って運動会の実況をやったりしたが、自分としてはピンと来ておらず、「へへっ！」としか思っていなかった。後に母親に聞くと、先生から「他にはない声をしている」と褒めてもらったという。
放送部に入り声の仕事は楽しいと思ったが、中学・高校と年齢を重ねるにつれて、テレビや映画、舞台とさまざまな芸能に触れ、全身を使ったお芝居に魅力を感じるようになり、役者を目指し始める。
高校卒業後に総合学園ヒューマンアカデミーに入学。その後はオーディションに参加して役者事務所に所属し、女優として活動。順調に仕事も貰っていたが、「自分のやりたいお芝居ができているか」とふと立ち止まったときに、そもそも自分のやりたかった芝居や表現というものが見えなくてしまった。その際に小学校3年生のときに三者面談で言われたことを思い出し、ラストチャンスだと考えて事務所を辞めてアルバイトをしながらヒューマンアカデミーに再入学。小さいころからアニメを見ていたり声優を目指している周囲と違い、アニメに触れてきた経験が少なくて声優としての技術や経験もなく、入学当初は心の中で「こういう声を出したい」という理想の音があっても、出せないというのがつらかったという。
学内オーディションを受け、2016年4月に研究生として大沢事務所に所属。
2017年7月から3か月間『ラジオどっとあい』第71代目パーソナリティを務めた。
2017年4月から6月まで放送されたテレビアニメ『月がきれい』の水野茜役で初のヒロインを演じた。同年には『魔法陣グルグル』のククリ役を演じ話題となり、主人公・ニケ役の石上静香と共にWebラジオのパーソナリティも担当。同年11月10日にInstagramを開設した。
2019年4月、文化放送の超!A&G+にてラジオ冠番組『小原好美のココロおきなく』の放送が開始され、それに伴い番組用のTwitterアカウントが5月に開設された。この番組は2020年3月に発表された第6回アニラジアワードにて「BEST COMFORT RADIO 癒しラジオ賞」を受賞している。
2022年6月21日、1st写真集「夢色夢時」を発売。
2022年10月21日、YouTubeでの個人番組「小原好美」を始め、同番組専用のTwitterも開設。同年、12月8日公開にてYoutubeチャンネルのメンバーシップ募集を開始。12月16日、Youtubeでのキャラクター「ここはら」（Kokohara・小小原）ちゃんのLiNEスタンプ『ここはらちゃん-冬Ver-』を発売。
2023年2月8日、小原好美YouTube channel 公式で海外のSNSアカウントに関して、実は「bilibili」サイトと「小紅書(RED)」にて、専用チャンネルを開設していたと公開。3月29日、同チャンネル専用のインスタグラム「koharanoheya、こはらのへや（小原好美YouTube ch）公式」を開設。4月21日、同チャンネルのキャラクター『ここはらちゃん-春Ver-』のLINEスタンプ第2弾を発売。

## 人物
インスタグラムとの両立ができないのが理由として、Twitterはしないと明言している。
実家では黒猫の「クゥ」を飼っており、自身の家では「ミル」と「マシュ」という2匹の猫を飼っている。
弟がいる。
TVアニメ『はねバド!』『まちカドまぞく』などで共演している大和田仁美とは声優業界に入る前から親交があり、事務所オーディションを受けるかどうか悩んでいた時に背中を押してくれた存在だと語っている。
かつては無印良品に勤務しており、ラジオや自身のYouTubeチャンネルなどで「無印愛」を語ることが多い。

## 出演
太字はメインキャラクター。

### テレビアニメ
2016年
- ばくおん!!（部員A）
- はんだくん（和田春、女子生徒）

2017年
- 機動戦士ガンダム 鉄血のオルフェンズ（生徒）
- オトッペ（ウォッタ、ウミッタ）
- 月がきれい（水野茜）
- ソード・オラトリア ダンジョンに出会いを求めるのは間違っているだろうか外伝（アナキティ・オータム）
- 魔法陣グルグル（ククリ、ミウチャ）
- ようこそ実力至上主義の教室へ（2017年 - 2024年、橘茜） - 3シリーズ
- ゲーマーズ!（生徒会役員D）
- ラブライブ!サンシャイン!!（園児）
- 少女終末旅行（赤ん坊）

2018年
- 学園ベビーシッターズ（熊塚奇凛）
- からかい上手の高木さん（2018年 - 2022年、日々野ミナ） - 3シリーズ
- スロウスタート（岩崎敬）
- ラストピリオド -終わりなき螺旋の物語-（クロクマ）
- 斉木楠雄のΨ難（女子生徒）
- はねバド!（藤沢エレナ）
- あそびあそばせ（野村香純）
- キラッとプリ☆チャン（2018年 - 2019年、山根トシコ）
- ハイスコアガール（ゲームボーイ君、女子生徒A）
- ゆらぎ荘の幽奈さん（愛海）
- やがて君になる（叶こよみ）
- メルクストーリア -無気力少年と瓶の中の少女-（娘）
- それいけ!アンパンマン（2018年 - 2020年、クマ太、ネコ美、コン太）

2019年
- かぐや様は告らせたい〜天才たちの恋愛頭脳戦〜（2019年 - 2023年、藤原千花） - 3シリーズ + 特別編
- ソードアート・オンライン アリシゼーション（フィゼル・シンセシス・トゥエニナイン） - 2シリーズ 
- スター☆トゥインクルプリキュア（2019年 - 2020年、羽衣ララ / キュアミルキー）
- ドメスティックな彼女（葦原美雨）
- ひとりぼっちの○○生活（八原かい）
- 鬼滅の刃（2019年 - 2022年、竈門花子） - 3シリーズ
- まちカドまぞく（2019年 - 2022年、吉田優子 / シャミ子） - 2シリーズ
- 可愛ければ変態でも好きになってくれますか?（悪魔慧輝）
- BEM（ハラジー）
- ラディアン（2019年 - 2020年、フュルゴンド男爵夫人、魔法騎士B、住民E）
- アズールレーン（2019年 - 2020年、シェフィールド）
- 俺を好きなのはお前だけかよ（つきみ〈草見月〉）
- 超人高校生たちは異世界でも余裕で生き抜くようです!（カグヤ）

2020年
- 恋する小惑星（桜井千景、同級生、女子）
- 群れなせ!シートン学園（獣生ミユビ、馬♀、シホの母）
- ダーウィンズゲーム（ヒイラギスズネ）
- とある科学の超電磁砲T（ドリー）
- ミュークルドリーミー（2020年 - 2021年、後藤なな、調査艇） - 2シリーズ
- ふしぎ駄菓子屋 銭天堂（工藤美紀）
- トニカクカワイイ（2020年 - 2023年、鍵ノ寺千歳） - 2シリーズ
- キミと僕の最後の戦場、あるいは世界が始まる聖戦（2020年 - 2025年、キッシング・ゾア・ネビュリス9世） - 2シリーズ
- ダンジョンに出会いを求めるのは間違っているだろうかIII（アナキティ・オータム）
- 魔女の旅々（アムネシア）

2021年
- 無職転生 〜異世界行ったら本気だす〜（2021年 - 2024年、ロキシー・ミグルディア） - 3シリーズ
- ゆるキャン△ SEASON2（カリブー店員 揖斐川）
- ゲキドル（劇団員）
- ドラゴンクエスト ダイの大冒険 (2020)（2021年 - 2022年、メルル）
- iiiあいすくりん（2021年 - 2022年、ストッチー） - 2シリーズ
- Vivy -Fluorite Eye's Song-（霧島ユズカ）
- 不滅のあなたへ（2021年 - 2022年、ウーパ） - 2シリーズ
- テスラノート（根来牡丹）
- ワッチャプリマジ!（2021年 - 2022年、ぱたの）

2022年
- プリンセスコネクト!Re:Dive Season 2（ユニ）
- 明日ちゃんのセーラー服（大熊実）
- 現実主義勇者の王国再建記（ジーニャ・マクスウェル）
- 社畜さんは幼女幽霊に癒されたい。（みゃーこ）
- カッコウの許嫁（2022年 - 2025年、海野幸） - 2シリーズ
- くノ一ツバキの胸の内（リンドウ）
- RPG不動産（カーサ）
- 乙女ゲー世界はモブに厳しい世界です（巫女）
- ぼっち・ざ・ろっく！（文化祭実行委員、生徒、楽器店の店長）

2023年
- クレヨンしんちゃん（白子鳩子）
- もういっぽん!（白石亜実）
- 最強陰陽師の異世界転生記（司会者）
- 事情を知らない転校生がグイグイくる。（西村茜）
- 地獄楽（メイ）
- 青のオーケストラ（立石真理）
- 異世界ワンターンキル姉さん 〜姉同伴の異世界生活はじめました〜（クオン）
- Lv1魔王とワンルーム勇者（サラ）
- 英雄教室（イライザ）
- ホリミヤ -piece-（野上麻耶）
- 盾の勇者の成り上がり（2023年 - 2025年、アトラ） - 2シリーズ
- 葬送のフリーレン（里長）
- 鴨乃橋ロンの禁断推理（2023年 - 2024年、門季チコリ） - 2シリーズ

2024年
- 治癒魔法の間違った使い方（アウル）
- 佐々木とピーちゃん（マジカルイエロー）
- ブルーアーカイブ The Animation（アロナ、???）
- ささやくように恋を唄う（筒井真理）
- 魔王学院の不適合者 II 〜史上最強の魔王の始祖、転生して子孫たちの学校へ通う〜（ヌテラ・ド・ヒアナ）
- ただいま、おかえり（藤吉陽）
- 終末トレインどこへいく?（黒木）
- デリコズ・ナーサリー（ラファエロ・デリコ）
- 異世界失格（ユリコ）
- ハズレ枠の【状態異常スキル】で最強になった俺がすべてを蹂躙するまで（エリカ・アナオロバエル）
- 嘆きの亡霊は引退したい（シトリー・スマート）
- 2.5次元の誘惑（ライム）

2025年
- サラリーマンが異世界に行ったら四天王になった話（ウルマンダー）
- 想星のアクエリオン Myth of Emotions（イチキ サヨ、イチキ ハナ）
- 花は咲く、修羅の如く（林千晶）
- Re:ゼロから始める異世界生活 3rd season（ルイ）
- Summer Pockets（鳴瀬しろは）
- ウィッチウォッチ（嬉野久々実）
- 戦隊大失格（さやか）
- ニートくノ一となぜか同棲はじめました（夏見柚子）
- 青春ブタ野郎はサンタクロースの夢を見ない（姫路紗良）
- 神椿市建設中。（望儀贈）

### 劇場アニメ
2010年代
- ゼーガペインADP（2016年、生徒）
- 劇場版 魔法科高校の劣等生 星を呼ぶ少女（2017年、綿摘未九亜、綿摘未四亜）
- 打ち上げ花火、下から見るか? 横から見るか?（2017年、生徒）
- リズと青い鳥（2018年、吹奏楽部員）
- 劇場版 七つの大罪 天空の囚われ人（2018年、天翼人）
- ドラえもん のび太の月面探査記（2019年、アフロの子供）
- 映画 プリキュアミラクルユニバース（2019年、ララ / キュアミルキー）
- 映画 スター☆トゥインクルプリキュア 星のうたに想いをこめて（2019年、羽衣ララ / キュアミルキー）

2020年代
- 劇場版 鬼滅の刃 無限列車編（2020年、竈門花子）
- 映画 プリキュアミラクルリープ みんなとの不思議な1日（2020年、羽衣ララ / キュアミルキー）
- 映画大好きポンポさん（2021年、ポンポさん）
- 劇場版オトッペ パパ ・ドント・クライ（2021年、ウォッタ）
- 劇場版 からかい上手の高木さん（2022年、日々野ミナ）
- 映画 プリキュアオールスターズF（2023年、羽衣ララ / キュアミルキー）
- ゼーガペインSTA（2024年、子供）
- 劇場版 鬼滅の刃 無限城編 第一章 猗窩座再来（2025年、竈門花子）

### OVA
2010年代
- ご注文はうさぎですか?? 〜Dear My Sister〜（2017年、客）
- からかい上手の高木さん（2018年、ミナ） - コミックス第9巻OAD付き特別版
- ストライク・ザ・ブラッド III（2019年、ヘクトス）

2020年代
- 俺を好きなのはお前だけかよ〜俺たちのゲームセット〜（2020年、つきみ〈草見月〉）
- 刀使ノ巫女 刻みし一閃の燈火（2020年、コヒメ）
- かぐや様は告らせたい?〜天才たちの恋愛頭脳戦〜（2021年、藤原千花） - コミックス第22巻OVA付き同梱版
- トニカクカワイイ 〜SNS〜（2021年、鍵ノ寺千歳）
- OVA アズールレーン Queen's Orders（2023年、シェフィールド）

### Webアニメ
2010年代
- まちカドまぞくみに（2019年 - 2022年、吉田優子 / シャミ子） - 2シリーズ
- しおひガールズ ボンゴレビアンコ（2019年 - 2020年）
- 斉木楠雄のΨ難 Ψ始動編（2019年、女の子）

2020年代　
- アロナちゃんねる（2021年 - 2024年、アロナ、プラナ） - 2シリーズ
- まちカドまぞく2丁目 × 魔法使い黎明期 コラボミニアニメ（2022年、吉田優子）
- カッコウのいいかげん！（2022年、海野幸）
- 劇場公開記念！3人娘と振り返る「からかい上手の高木さん」10分動画（2022年、日々野ミナ）
- T・Pぼん（2024年、ダグラの娘）
- 恋するワンピース（2025年、肝試し女子①）
- タコピーの原罪（2025年、まりな）

### ゲーム
2016年
- モン娘☆は〜れむ（ミリオン）

2017年
- クイズRPG 魔法使いと黒猫のウィズ（オルハ・ゲート）
- 魔法科高校の劣等生 LOST ZERO（海神九亜）
- 探偵 神宮寺三郎 GHOST OF THE DUSK（さとみ）
- グリムノーツ（ククリ）
- リディー&スールのアトリエ 〜不思議な絵画の錬金術士〜（フーコ）

2018年
- ソードアート・オンライン フェイタル・バレット
- アズールレーン（モーリー、シェフィールド、ムルマンスク）
- Summer Pockets（鳴瀬しろは）
- キュイジーヌディメンション（ラザニア）
- 天華百剣 -斬-（風鎮切光代）
- ダンジョンに出会いを求めるのは間違っているだろうか 〜メモリア・フレーゼ〜（アナキティ・オータム、フェリス）

2019年
- ブラウンダスト（フローリア）
- プリキュア つながるぱずるん（羽衣ララ / キュアミルキー）
- グリモアA〜私立グリモワール魔法学園〜（藤原千花）
- 雀魂（二ノ宮花、軽庫娘）
- プリンセスコネクト！Re:Dive（2019年 - 2024年、ユニ / 真行寺由仁）
- きららファンタジア（吉田優子）
- 白猫プロジェクト（コルネ）

2020年
- D×2 真・女神転生 リベレーション
- ラストピリオド -終わりなき螺旋の物語-（クロクマ）
- ソードアート・オンライン アリシゼーション リコリス（フィゼル・シンセシス・トゥエニナイン）
- Summer Pockets REFLECTION BLUE（鳴瀬しろは）
- Re:ステージ!プリズムステップ（吉田優子）
- 原神（モナ）
- ブレイブソード×ブレイズソウル（ハルピュイア＝ホロウ）
- 女神降ろし（アテーナー）
- クラッシュフィーバー（ユークリッド）
- ファイアーエムブレム ヒーローズ（2020年 - 2024年、レギン）

2021年
- ブルーアーカイブ -Blue Archive-（2021年 - 2023年、アロナ、プラナ、連邦生徒会長）
- 無職転生 〜ゲームになっても本気だす〜（ロキシー・ミグルディア）
- チェインクロニクル（ロキシー・ミグルディア）
- コードギアス Genesic Re;CODE（皇二葉）
- 鬼滅の刃 ヒノカミ血風譚（竈門花子）
- Deep Insanity ASYLUM（ジェイド・ガブリエル・オゾン）
- パニリヤ・ザ・リバイバル（ハヤ）
- とある魔術の禁書目録 幻想収束（ドリー）

2022年
- ワッチャプリマジ!（2022年 - 2023年、ぱたの） - 2作品
- テイルズオブザレイズ（ククリ）
- デジモンサヴァイブ（ミユキ）
- ココロクローバー（トレフィ）
- Tower of Fantasy（幻塔）（ツバサ）
- 聖塔神記 トリニティトリガー（フラム）
- Little Witch Nobeta（ノベタ）
- ドルフィンウェーブ（2022年 - 2024年、シュネー・ヴァイスベルグ）
- シロナガス島への帰還（アビゲイル・エリスン）

2023年
- 八月のシンデレラナイン（宮井都子）
- この素晴らしい世界に祝福を！ファンタスティックデイズ（ロキシー・ミグルディア）
- 勝利の女神:NIKKE（ソーダ）
- プリコネ！グランドマスターズ（ユニ）
- モンスターストライク（2023年 - 2025年、藤原千花、ライム）
- Link!Like!ラブライブ!（2023年 - 2024年、大賀美沙知）
- ドラゴンクエスト チャンピオンズ（ホミット）
- BLUE PROTOCOL（プレイヤー）
- セガNET麻雀 MJ（イッパツ）
- インフィニティ ストラッシュ ドラゴンクエスト ダイの大冒険（メルル）

2024年
- グランブルーファンタジー（ナナシ / フェニー）
- ブラウンダスト2（ロキシー）
- ファミコン探偵倶楽部 笑み男
- リバースブルー×リバースエンド（久理）
- レゾナンス:無限号列車（マキラ）
- Fate/Grand Order（ロウヒ）

2025年
- プロミス・マスコットエージェンシー（トーフ）
- 妖怪ウォッチ ぷにぷに（ロキシー）
- トワと神樹の祈り子たち（トワ）

時期未定
- セブンスフィア（ランスロット）
- トライブナイン（千羽つる子）

### ドラマCD
2010年代
- 本好きの下剋上〜司書になるためには手段を選んでいられません〜 ドラマCD1・2（2017年 - 2018年、シャルロッテ、シュバルツ、コリンナ）
- Summer Pockets ドラマCDコレクション（2018年、鳴瀬しろは）
- プリンセスコネクト！Re:Dive PRICONNE CHARACTER SONG 12（2019年、ユニ）

2020年代
- ガヴリールドロップアウト 完全新作ドラマCD（2020年、黒奈＝メイフィストフェレス＝シナモンロール） - Blu-ray BOX特典
- ただいまおかえり -かがやくひ-（2021年、藤吉陽）
- 機動戦士ガンダム 水星の魔女 スペシャルドラマCD（2023年、ボニー・リンドリン） - Blu-ray特装限定版封入特典

### 吹き替え
- ヒルダの冒険（2018年、デイビット〈オリバー・ネルソン〉）
- バイオハザード: ウェルカム・トゥ・ラクーンシティ（2022年[166]）

### 特撮
- ウルトラマンブレーザー（2023年、もぐ〜じょんちゃんの声）

### ラジオ
※はインターネット配信。
- ラジオどっとあい 小原好美のココからはじめまして（2017年、AG-ON Premium※・超!A&G+※）[12]
- 魔法陣グルグルナビゲーション グルナビ!（2017年 - 2018年、音泉※）[167]
- あそびあそばせらじお おききあそばせ（2018年、音泉※）[168]
- 平成最後の告RADIO / 令和最初の告RADIO〜powered by 四宮グループ〜 / 告RADIO ROAD TO 2020 / 告RADIO 2020 / 告RADIO 3（2018年 - 2021年、音泉※）[169] [170] [171]
- 小原好美のココロおきなく（2019年 - 、超!A&G+※・文化放送）[172]
- 小原好美・長江里加 ここりかのエコノミーでもプライムしたい！（2020年、YouTube＆きゃにめプライム※）[173]
- Summer Pockets Radio〜鳴瀬家の食卓〜（2020年、音泉※）[174]
- 特別番組、第7回 小林裕介と小原好美のアニラジアワード・グランプリ！（2022年、ラジオ大阪 2月3日、超!A&G+・音泉・響・アニラジアワード公式チャンネル(niconico)※ 2月4日）[175]
- カッコウのプチラジオ（2022年、YouTube※）
- カッコウのラジオ（生）（2022年、音泉※・YouTube※）
- 社畜さんは幼女幽霊に癒されたい。はなまるラジオ（2022年、niconico※・YouTube※）
- 小原好美と石上静香の グイグイくるラジオ。（2023年、超!A&G+※・アニメ公式YouTube※）

### テレビ番組
※はインターネット配信。
- アニメマシテ（2017年9月12日・19日、テレビ東京）MC
- 小原好美チャンネル（2022年10月21日 - 、※Youtube）

### TVCM
- モード学園（東京・名古屋・大阪）
- かんぽ生命「夢のフライト編」（2018年6月） - カンポくん 役
- 日本マクドナルド ハッピーセット スター☆トゥインクルプリキュア「ワクワクゲート」編（2019年6月 - ）
- それでも歩は寄せてくる（2021年、八乙女うるし[176]）
- 役立たずと言われたので、わたしの家は独立します！（2021年[177]） - ナレーション

### テレビドラマ
- 積木くずし（2012年）[2]
- Piece（2012年）[2]

### 映画
- 狂恋（2014年、亜由美[2]）
- L・DK（2014年）[2]

### ASMR
- しょにおや！〜いっしょにおやすみプロジェクト〜（2021年、国府田理桜[178]）
- パラディゾプロジェクト 〜ドラゴン娘と癒しの社〜（2021年、ドラゴン娘[179]）
- 圧倒的添い寝CD 〜天然真面目な先輩ちゃんにいっぱい癒されちゃう〜（2022年、瑠巳）
- 恋は双子で割り切れない 幼馴染の双子姉妹に両耳同時に癒してもらうASMR（2022年、神宮司琉実[180][181]）
- あにまるている〜トラ娘との新生活〜（2023年、虎城愛実）
- 『クラスの陰キャお嬢様の執事になりました』ASMR 〜執事見習い修行&お嬢様に甘やかされる執事の毎日〜（2023年、雨宮静久[182]）
- かわいいネコには気ニャニャにさせよ 〜猫ASMRはじめました〜（2023年、スコ）
- 写真部の先輩と部活動デート〜ボクといっしょに写真を撮りに行こうよ〜（2023年、室町雪歌）
- 後輩の双子に好かれすぎて困っています（2023年、姉）
- かじょサポ～依存体質な幼馴染彼女は、俺のために尽くしたい～（2023年、尽田心愛）
- クラスの陰キャお嬢様の執事になりましたASMR～お嬢様と癒しの温泉旅行～（2024年、雨宮静久）
- 【アズールレーンASMR】指揮官を癒やし隊！シェフィールドのオールデイ・リフレッシュ（2024年、シェフィールド）
- 申し訳ないですが、コスプレイヤーの「りこまる」さんに養ってもらっています（2024年、りこまる）
- なぜか僕だけに優しいクラスメイトのギャルが、放課後たっぷり癒やしてくれる件（2024年）

### デジタルコミック
- デブとラブと過ちと!（2022年、幸田夢子[183]）
- リトルウィッチノベタ（2022年、リトルウィッチノベタ[184]、黒猫）

### その他
- プラネタリウム 佐賀県立宇宙科学館オリジナル番組「月、その先の宇宙へ ―夢と挑戦のフロンティア―」
- プラネタリウム 藤沢市湘南台文化センターこども館オリジナル番組「SPACE☆TRAVEL 宇宙のどこまで？ ミステリーツアーへGO！」
- マイナンバー制度公式PRキャラクター（内閣官房社会保障改革担当室） - マイナちゃん 役[185]
- 『転生したらスライムだった件 魔物の国の歩き方』PV（2021年、フラメア[186]）
- 公式キャラクター『ここはらちゃん-冬Ver-』LINEスタンプ[187]
- 朗読劇『ワッチャ！リーディング！マジック！』（2023年9月15日 - 16日、一ツ橋ホール） - ぱたの 役[188]
- ノサカラボ朗読劇『アルセーヌ・ルパン #4 カリオストロ伯爵夫人』（2024年8月31日、大手町三井ホール）[189]

## ディスコグラフィ

### キャラクターソング
| 発売日   | 商品名                                                                                           | 歌 | 楽曲                                                                        | 備考                                                                              |
| 2018年   | 2018年                                                                                           | 2018年 | 2018年                                                                      | 2018年                                                                            |
| -------- | ------------------------------------------------------------------------------------------------ | --- | --------------------------------------------------------------------------- | --------------------------------------------------------------------------------- |
| 1月24日  | 劇場版 魔法科高校の劣等生 星を呼ぶ少女 完全生産限定版BD・DVD 特典CD                              | 綿摘未九亜（小原好美） | 「ささやかな願い」                                                          | 劇場アニメ『劇場版 魔法科高校の劣等生 星を呼ぶ少女』関連曲                        |
| 8月22日  | スリピス                                                                                         | 本田華子（木野日菜）、オリヴィア（長江里加）、野村香純（小原好美）                                                                           | 「スリピス」                                                                | テレビアニメ『あそびあそばせ』オープニングテーマ                                  |
| 8月22日  | インキャインパルス                                                                               | 本田華子（木野日菜）、オリヴィア（長江里加）、野村香純（小原好美） feat. Ikepy & KSKN                                                        | 「インキャインパルス」                                                      | テレビアニメ『あそびあそばせ』エンディングテーマ                                  |
| 8月22日  | インキャインパルス                                                                               | 本田華子（木野日菜）、野村香純（小原好美）                                                                                                   | 「惡詛毘惡詛罵世」                                                          | テレビアニメ『あそびあそばせ』関連曲                                              |
| 11月28日 | あそびあそばせ BD・DVD第3巻特典CD                                                                | 野村香純（小原好美） | 「スリピス」 「TAPE」 「インキャインパルス」                                | テレビアニメ『あそびあそばせ』関連曲                                              |
| 12月21日 | あそびあそばせ BD・DVD第4巻特典CD                                                                | 本田華子（木野日菜）、オリヴィア（長江里加）、野村香純（小原好美）                                                                           | 「フリックスワイプ」                                                        | テレビアニメ『あそびあそばせ』関連曲                                              |
| 12月29日 | Summer Pockets キャラクターソング『Sing!』                                                       | 鳴瀬しろは（小原好美） | 「夏に君を待ちながら」                                                      | ゲーム『Summer Pockets』関連曲                                                    |
| 2019年   |                                                                                                  | |                                                                             |                                                                                   |
| 3月13日  | 映画プリキュアミラクルユニバース オリジナル・サウンドトラック                                    | キュアスター（成瀬瑛美）、キュアミルキー（小原好美）、キュアソレイユ（安野希世乃）、キュアセレーネ（小松未可子）                             | 「スターカラーペンダント！カラーチャージ！」                                | テレビアニメ『スター☆トゥインクルプリキュア』劇中歌                               |
| 4月24日  | かぐや様は告らせたい〜天才たちの恋愛頭脳戦〜 BD・DVD第2巻特典CD                                  | 藤原千花（小原好美） | 「チカっとチカ千花っ♡」                                                     | テレビアニメ『かぐや様は告らせたい〜天才たちの恋愛頭脳戦〜』挿入歌                |
| 5月29日  | スター☆トゥインクルプリキュア オリジナル・サウンドトラック1 プリキュア・トゥインクル・サウンド!! | キュアミルキー（小原好美） | 「スターカラーペンダント！カラーチャージ！」                                | テレビアニメ『スター☆トゥインクルプリキュア』劇中歌                               |
| 8月7日   | 町かどタンジェント/よいまちカンターレ                                                            | shami momo | 「町かどタンジェント」                                                      | テレビアニメ『まちカドまぞく』オープニングテーマ                                  |
| 8月7日   | 町かどタンジェント/よいまちカンターレ                                                            | コーロまちカド | 「よいまちカンターレ」                                                      | テレビアニメ『まちカドまぞく』エンディングテーマ                                  |
| 8月21日  | スター☆トゥインクルプリキュア イメージソングファイル                                             | キュアスター（成瀬瑛美）、キュアミルキー（小原好美）、キュアソレイユ（安野希世乃）、キュアセレーネ（小松未可子）、キュアコスモ（上坂すみれ） | 「キラリ☆彡スター☆トゥインクルプリキュア（5 PRECURE Ver.）」                | テレビアニメ『スター☆トゥインクルプリキュア』関連曲                               |
| 8月21日  | スター☆トゥインクルプリキュア イメージソングファイル                                             | 羽衣ララ（小原好美） | 「ドキドキ☆La・La・Lun TOUR」                                               | テレビアニメ『スター☆トゥインクルプリキュア』関連曲                               |
| 10月16日 | Twinkle Stars                                                                                    | キュアスター（成瀬瑛美）、キュアミルキー（小原好美）、キュアソレイユ（安野希世乃）、キュアセレーネ（小松未可子）、キュアコスモ（上坂すみれ） | 「Twinkle Stars」                                                           | 劇場アニメ『映画 スター☆トゥインクルプリキュア 星のうたに想いをこめて』劇中歌     |
| 12月25日 | プリンセスコネクト！Re:Dive PRICONNE CHARACTER SONG 12                                           | ユニ（小原好美）、チエル（佐倉綾音）、クロエ（種﨑敦美）                                                                                     | 「なかよしセンセーション」                                                  | ゲーム『プリンセスコネクト！Re:Dive』挿入歌                                       |
| 2020年   |                                                                                                  | |                                                                             |                                                                                   |
| 2月21日  | 学園壮観Zoo/オオカミブルース                                                                     | 大狼ランカ（木野日菜）、間様人（石谷春貴）、牝野瞳（宮本侑芽）、子守ユカリ（久野美咲）、獣生ミユビ（小原好美）、猫米クルミ（徳井青空）       | 「学園壮観Zoo」                                                             | テレビアニメ『群れなせ！シートン学園』オープニングテーマ                          |
| 2月26日  | ソードアート・オンライン アリシゼーション War of Underworld BD・DVD第3巻特典CD                   | レンリ（田村睦心）、フィゼル（小原好美）、リネル（木野日菜）                                                                                 | 「Evolving the heart」                                                      | テレビアニメ『ソードアート・オンライン アリシゼーション War of Underworld』関連曲 |
| 4月29日  | 百華繚乱 弐                                                                                      | 千人切（松田利冴）、天光丸（中恵光城）、風鎮切光代（小原好美）                                                                               | 「踊らにゃSong♪Song♪御華見音頭」                                            | ゲーム『天華百剣 -斬-』関連曲                                                     |
| 4月30日  | アスタロア                                                                                       | 鳴瀬しろは（小原好美） | 「しろはの子守歌」                                                          | ゲーム『Summer Pockets』劇中歌                                                    |
| 5月27日  | かぐや様は告らせたい？〜天才たちの恋愛頭脳戦〜 キャラクターソング02 藤原千花                     | 藤原千花（小原好美） | 「翼をあげたい」                                                            | テレビアニメ『かぐや様は告らせたい？〜天才たちの恋愛頭脳戦〜』関連曲              |
| 6月24日  | プリンセスコネクト！Re:Dive PRICONNE CHARACTER SONG 16                                           | チエル（佐倉綾音）、クロエ（種﨑敦美）、ユニ（小原好美）                                                                                     | 「青春スピナー」                                                            | ゲーム『プリンセスコネクト！Re:Dive』挿入歌                                       |
| 6月24日  | プリンセスコネクト！Re:Dive PRICONNE CHARACTER SONG 16                                           | ユニ（小原好美） | 「青春スピナー」                                                            | ゲーム『プリンセスコネクト！Re:Dive』挿入歌                                       |
| 12月31日 | アズールレーンキャラクターソング Vol.03 A&B セット                                               | ガスコーニュ（小松未可子）、赤城（中原麻衣）、アドミラル・ヒッパー（山岡ゆり）、クリーブランド（堀籠沙耶）、シェフィールド（小原好美）       | 「Coeur」 「―Coeur― Remix」                                                 | ゲーム『アズールレーン』関連曲                                                    |
| 2021年   |                                                                                                  | |                                                                             |                                                                                   |
| 5月22日  | プリンセスコネクト！Re:Dive PRICONNE CHARACTER SONG 21                                           | チエル（佐倉綾音）、クロエ（種﨑敦美）、ユニ（小原好美）                                                                                     | 「無敵ドリーミング」                                                        | ゲーム『プリンセスコネクト！Re:Dive』挿入歌                                       |
| 5月22日  | プリンセスコネクト！Re:Dive PRICONNE CHARACTER SONG 21                                           | ユニ（小原好美） | 「無敵ドリーミング」                                                        | ゲーム『プリンセスコネクト！Re:Dive』挿入歌                                       |
| 2022年   |                                                                                                  | |                                                                             |                                                                                   |
| 2月12日  | -                                                                                                | ミナ（小原好美）、ユカリ（M・A・O）、サナエ（小倉唯）                                                                                        | 「気まぐれロマンティック」                                                  | テレビアニメ『からかい上手の高木さん3』挿入歌                                     |
| 4月20日  | ときめきランデヴー/宵加減テトラゴン                                                              | shami momo | 「ときめきランデヴー」                                                      | テレビアニメ『まちカドまぞく 2丁目』オープニングテーマ                            |
| 4月20日  | ときめきランデヴー/宵加減テトラゴン                                                              | コーロまちカド | 「宵加減テトラゴン」                                                        | テレビアニメ『まちカドまぞく 2丁目』エンディングテーマ                            |
| 4月27日  | 明日ちゃんのセーラー服 BD / DVD 第1巻完全生産限定版特典CD                                        | 蠟梅学園中等部1年3組 | 「はじまりのセツナ」                                                        | テレビアニメ『明日ちゃんのセーラー服』オープニングテーマ                          |
| 5月25日  | TVアニメ『ワッチャプリマジ！』キャラクターソングミニアルバム PUMPING WACCHA！ 02                 | 皇あまね（庄司宇芽香）、ぱたの（小原好美）                                                                                                   | 「The Secret Garden」                                                       | テレビアニメ『ワッチャプリマジ！』挿入歌                                          |
| 7月6日   | くノ一ツバキの胸の内 あかね組音楽集                                                              | あかね組ねうしとらうたつみうまひつじさるとりいぬい                                                                                           | 「あかね組活動日誌 〜ねうしとらうたつみうまひつじさるとりいぬい大集合！〜」 | テレビアニメ『くノ一ツバキの胸の内』エンディングテーマ                            |
| 7月6日   | くノ一ツバキの胸の内 あかね組音楽集                                                              | カゲツ（会沢紗弥）、ツバキ（夏吉ゆうこ）、リンドウ（小原好美）                                                                               | 「いつもとなりで」                                                          | テレビアニメ『くノ一ツバキの胸の内』関連曲                                        |
| 7月13日  | 「からかい上手の高木さん3&劇場版」Cover Song Collection                                          | 高木さん with 2年2組 | 「学園天国」                                                                | テレビアニメ『からかい上手の高木さん3』エンディングテーマ                         |
| 2023年   |                                                                                                  | |                                                                             |                                                                                   |
| 10月21日 | ブルーアーカイブ 青春あんさんぶる Vol.1「アロナ」                                                | アロナ（小原好美） | 「エブリディいっしょ♪」                                                     | ゲーム『ブルーアーカイブ -Blue Archive-』関連曲                                   |
| 2024年   |                                                                                                  | |                                                                             |                                                                                   |
| 5月29日  | プリンセスコネクト！Re:Dive PRICONNE CHARACTER SONG 39                                           | チエル（佐倉綾音）、クロエ（種﨑敦美）、ユニ（小原好美）                                                                                     | 「妄想サマーハレーション」                                                  | ゲーム『プリンセスコネクト！Re:Dive』挿入歌                                       |
| 5月29日  | プリンセスコネクト！Re:Dive PRICONNE CHARACTER SONG 39                                           | ユニ（小原好美） | 「妄想サマーハレーション」                                                  | ゲーム『プリンセスコネクト！Re:Dive』関連曲                                       |
| 2025年   |                                                                                                  | |                                                                             |                                                                                   |
| 10月1日  | フィニステラー / 魔法の絵日記                                                                    | 鳴瀬しろは（小原好美）、加藤うみ（田中あいみ）                                                                                               | 「魔法の絵日記」                                                            | テレビアニメ『Summer Pockets』エンディングテーマ                                  |

## ライブ

### 合同ライブ
| 出演日        | タイトル                            | 会場         |
| ------------- | ----------------------------------- | ------------ |
| 2024年1月21日 | 全プリキュア 20th Anniversary LIVE! | 横浜アリーナ |

## 書籍

### 写真集
- 小原好美 1st写真集『夢色夢時』（太田出版、2022年6月21日[192]、ISBN 978-4-7783-1817-8）
- 小原好美 写真集「　　」（しゅんかん）（guilloche inc.、2025年6月24日、ISBN 978-4-9911883-7-4）